# Pfarrkirche Ludmannsdorf

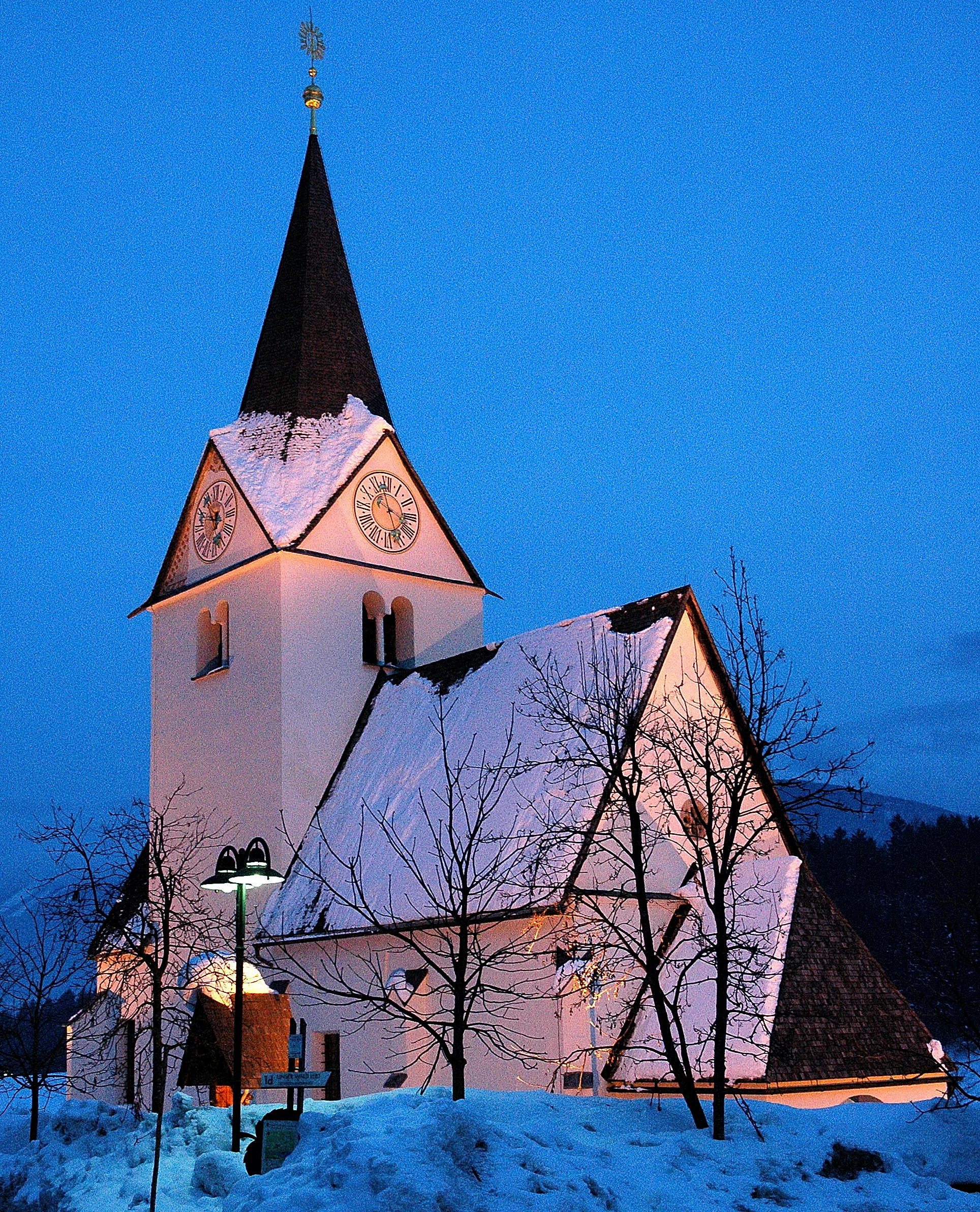
Katholische Pfarrkirche hl. Jakobus der Ältere in Ludmannsdorf

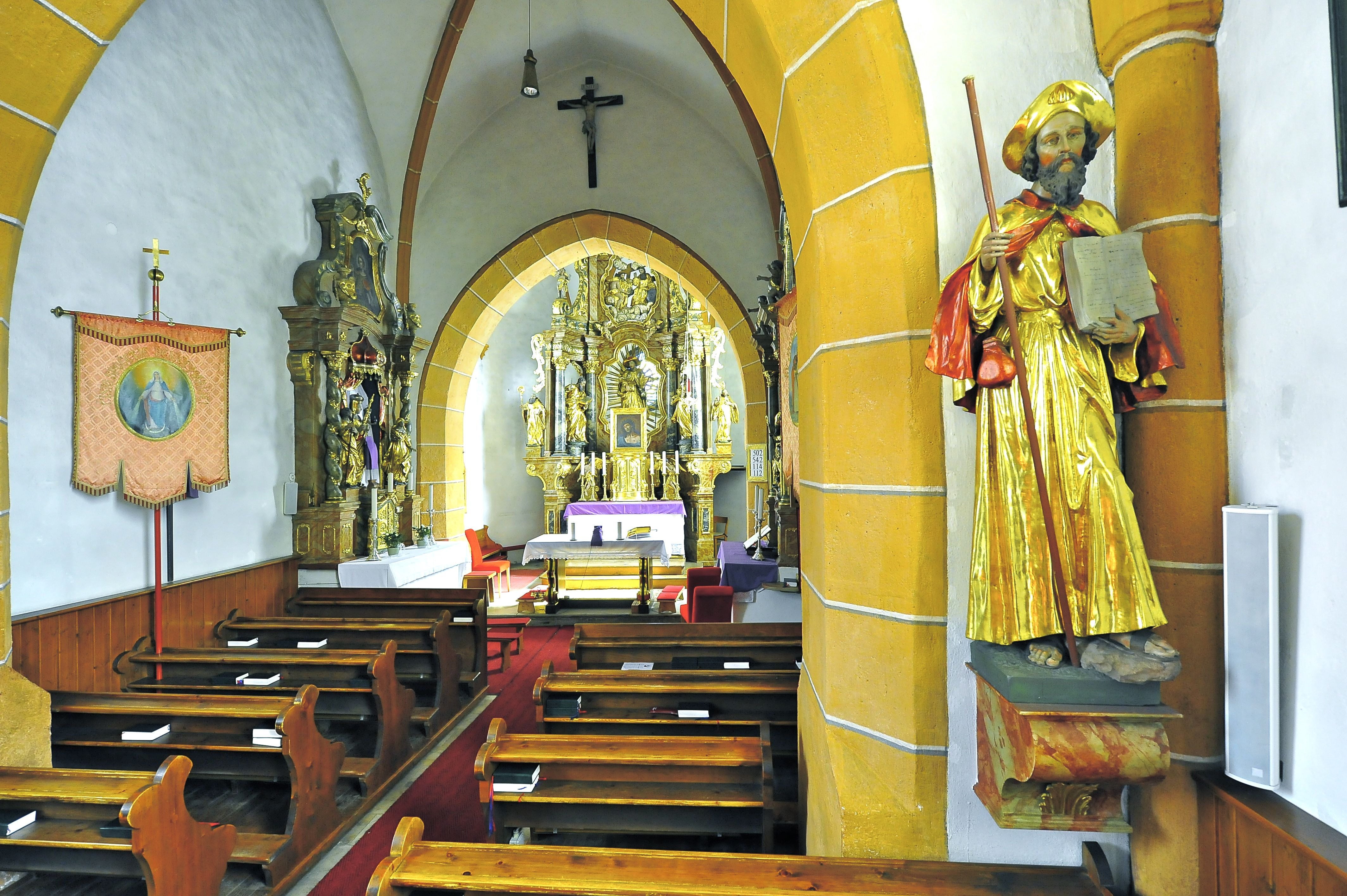
Langhaus, Blick zum Chor

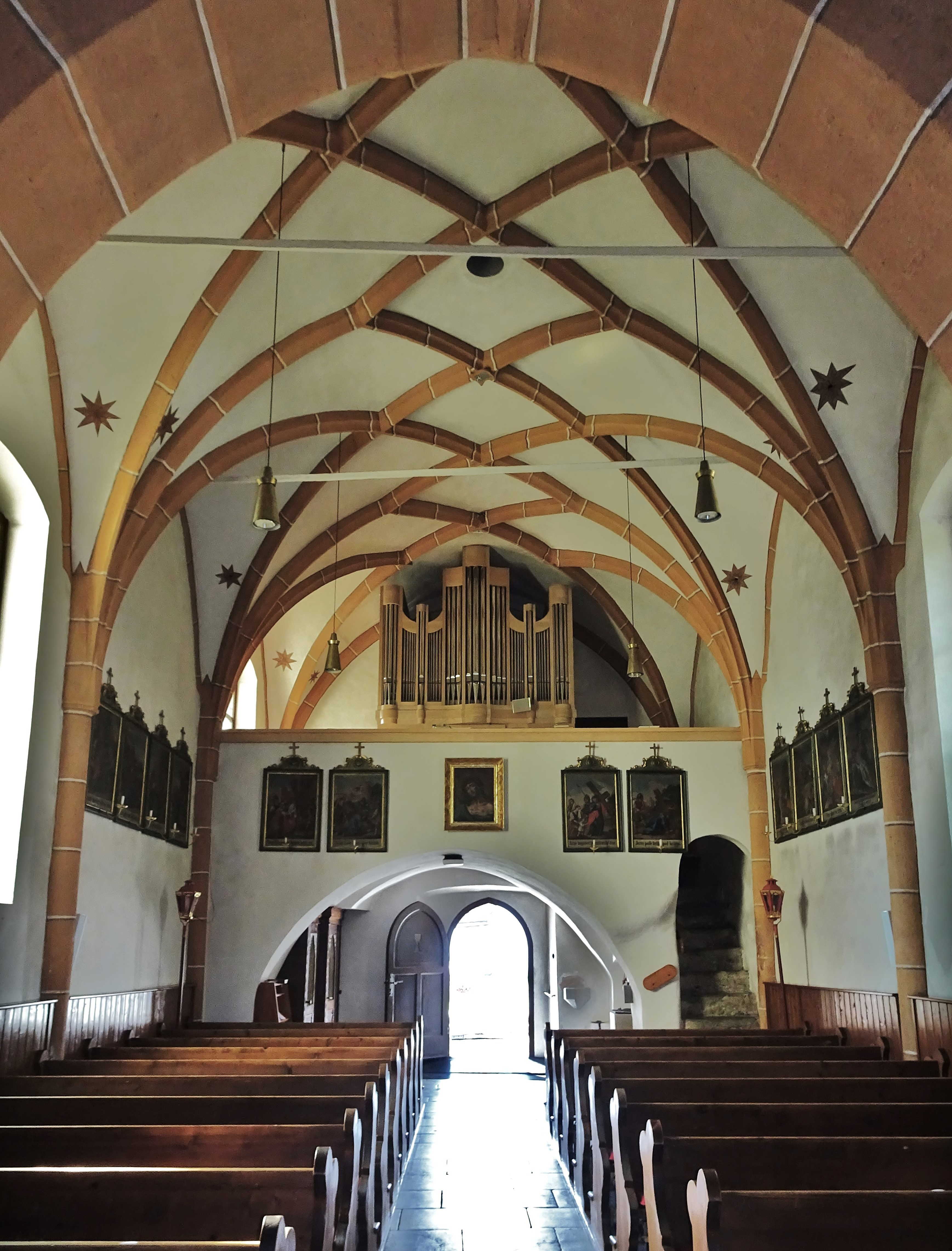
Innenansicht zur Empore

Die römisch-katholische Pfarrkirche Ludmannsdorf steht am Ortsende in der Gemeinde Ludmannsdorf im Bezirk Klagenfurt-Land in Kärnten. Die dem Patrozinium des hl. Jakobus der Ältere unterstellte Pfarrkirche gehört zum Dekanat Ferlach/Borovlje in der Diözese Gurk-Klagenfurt. Sie steht an einem europäischen Jakobsweg nach Santiago de Compostela. Die Kirche steht unter Denkmalschutz (Listeneintrag).

## Geschichte
Urkundlich wurde 1370 eine Kirche genannt. 1524 wurde ein 100-tägiger Ablass gewährt. Zunächst eine Filiale der Pfarrkirche Köttmannsdorf wurde 1784 die Pfarre gegründet.
Die Kirche ist ein im Kern romanischer Saalbau mit Chorturm. Die gotische Erweiterung der Kirche nennt am südwestlichen Strebepfeiler des Langhauses 1518 mit dem Meister Lamprecht Allhier Meister Lamprecht Stainmetz … das Paw gemacht mit sein gesellen … Die Kirche wurde 1965 restauriert.

## Bauwerk
Das Kirchenäußere zeigt einen romanischen Chorturm mit einem gotisch errichteten Langhaus und einen gotischen Chor mit einem Fünfachtelschluss mit Strebepfeilern. Der südliche Sakristeianbau ist zweigeschoßig. Der massive romanische Ostturm mit rundbogigen Zwillingsschallfenster mit Stützsäulen im vierten Geschoß trägt einen Spitzgiebelhelm. Der Westfront mit spätgotischen Rundfenstern ist eine Vorhalle vorgestellt. Das profilierte spätgotische Eingangsportal zeigt Steinmetzzeichen und eine Muschel. Die spätgotische Opfernische mit Kielbogen rechts des Portals ist mit 1520 bezeichnet. Links des Portals ist eine Gedenktafel für Gefallene des 2. Weltkrieges angebracht. Die gestuften Strebepfeiler des Langhauses zeigen südlich einen Steinkopf mit der Inschrift Jörg Mozuptenleu get ein Mas Wein.
Südseitig hat die Kirche eine Wandmalerei mit dem hl. Christophorus von 1523, 1974 restauriert.
Das Kircheninnere zeigt ein dreijochiges Langhaus unter einem Netzrippengewölbe auf Runddiensten und Wappenschlusssteine aus dem Anfang des 16. Jahrhunderts. Die gemauerte Orgelempore mit einer unregelmäßigen Korbbogenöffnung hat einen nordseitigen Stiegenaufgang. Der Triumphbogen ist spitzbogig und zeigt ein gotisches Inschriftfragment aus 1526. Die Turmvierung hat ein Kreuzrippengewölbe und ein Spitzbogenportal zur Sakristei, im zweiten Geschoß gibt es einen spätgotischen Zugang zum Sakristeidach im Süden und flachbogige Durchgänge zum Langhaus- und Chordach. Der gotische Chor aus 1518 hat ein Kreuzrippengewölbe auf Konsolen und eine gotische Sakramentsnische.

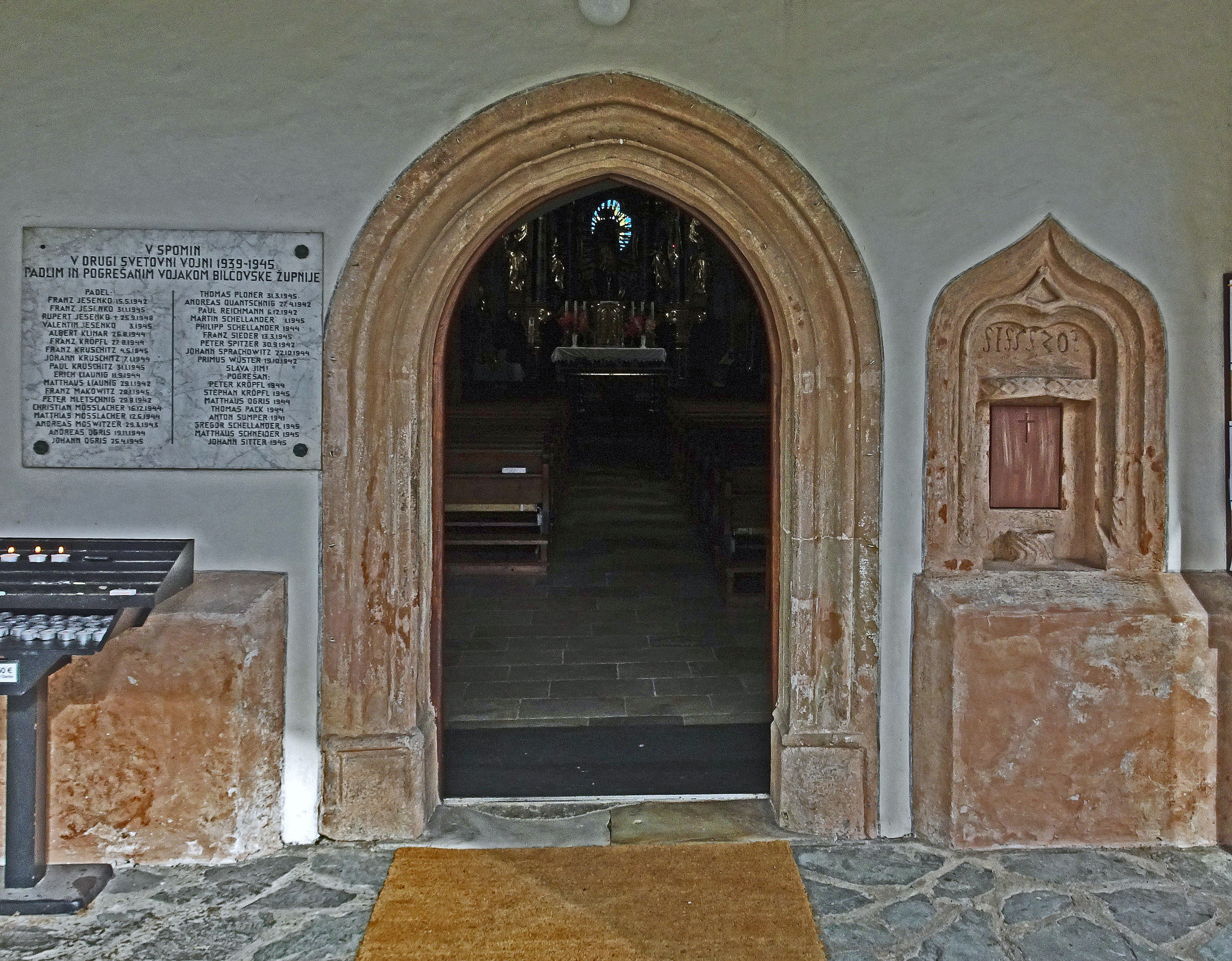
Portal
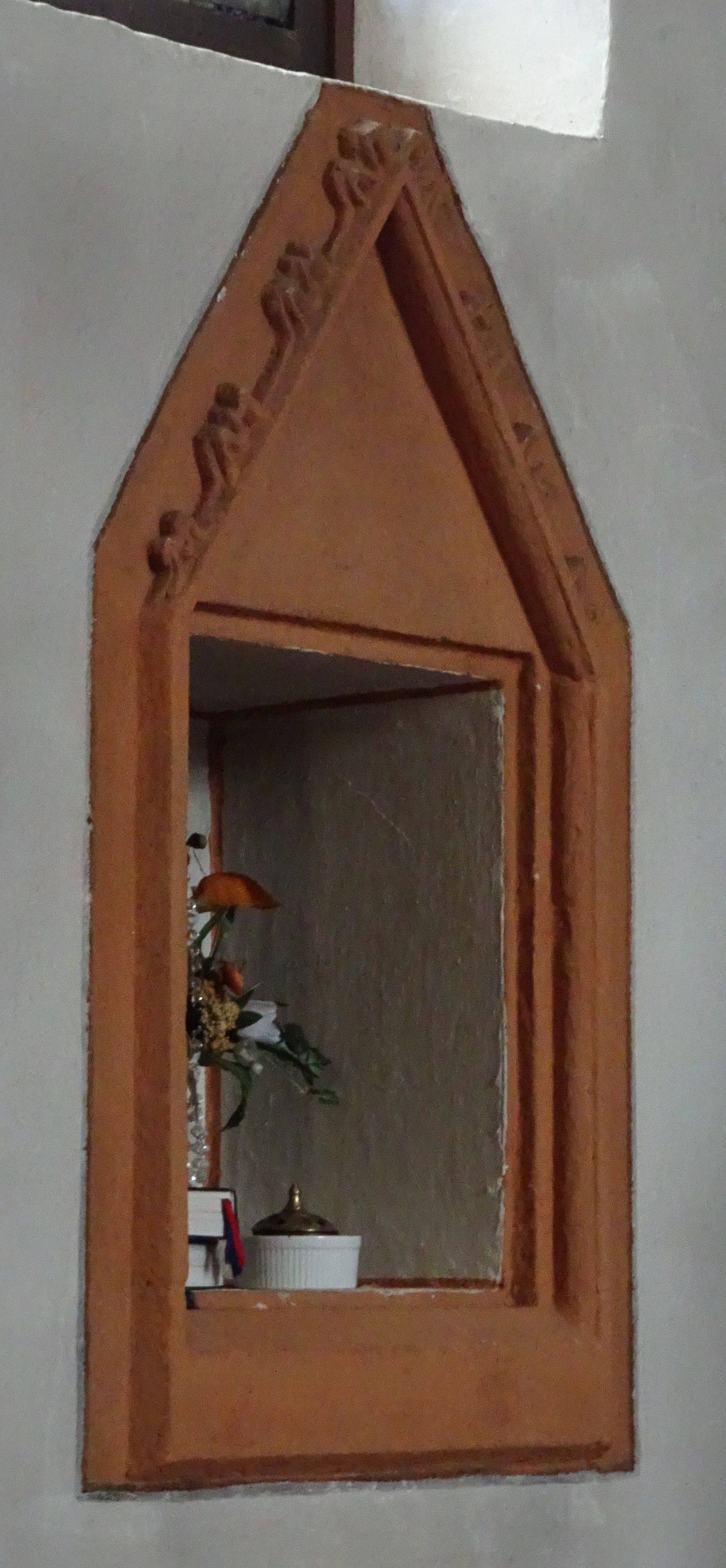
Sakramentsnische

## Einrichtung
Der barocke Hochaltar ist ein viersäuliger Ädikula-Altar. Im Schrein steht eine gefasste Schnitzfigur des hl. Jakobus des Älteren.
Zur weiteren Einrichtung gehören die spätgotische Statue eines Christus an der Geißelsäule und ein achteckiges, steinernes Taufbecken.
Kulturhistorisch bedeutsam ist der slowenische Kreuzweg, einer von 76 in Südkärnten (24 in der Schrift bohoričica, 52 in der jüngeren und aktuell in Verwendung stehenden Schrift der gajica aus der zweiten Hälfte des 19. Jahrhunderts), der zugleich ein politisches Manifest der Sichtbarkeit der slowenischen Sprache im öffentlichen Raum ist.

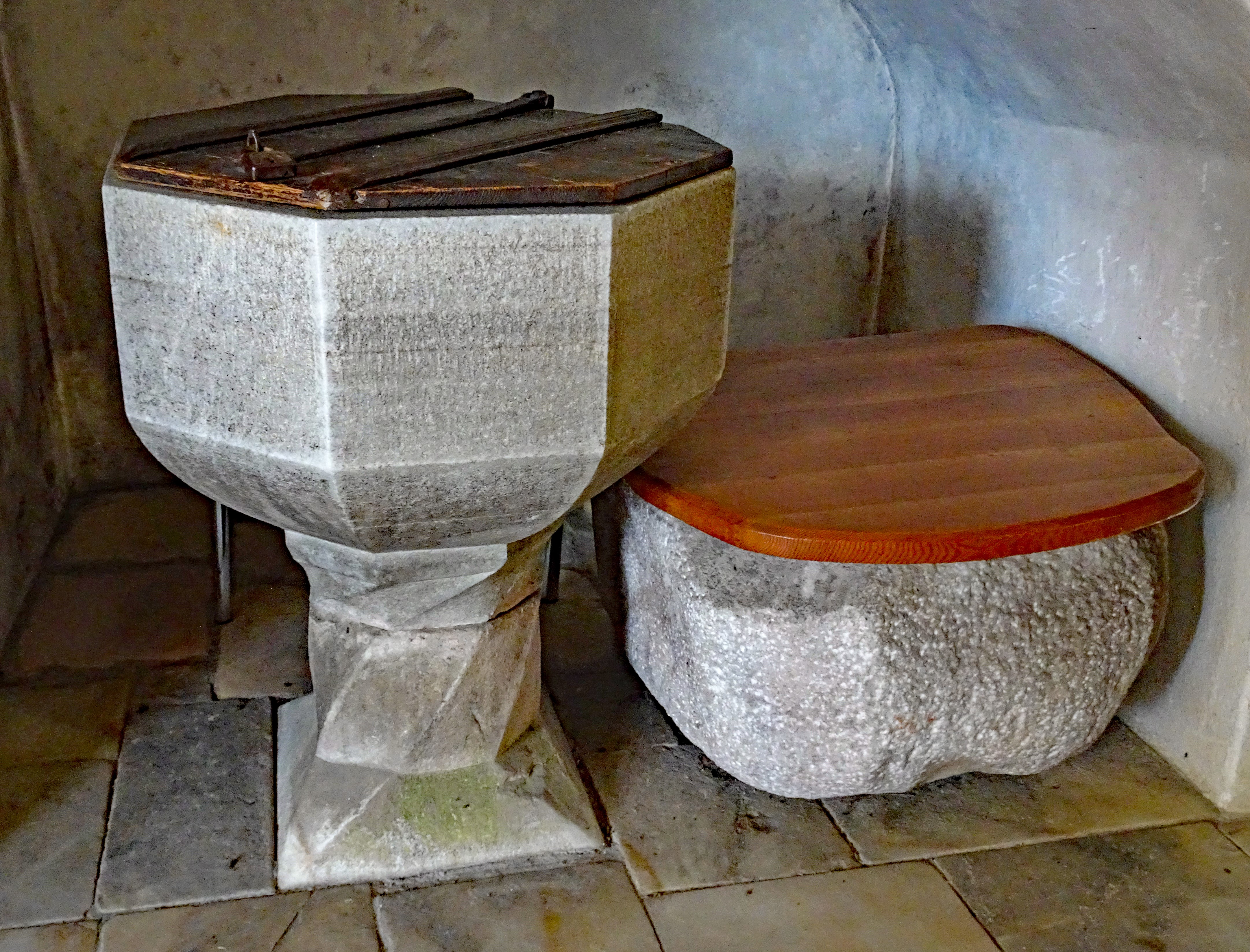
Taufbecken
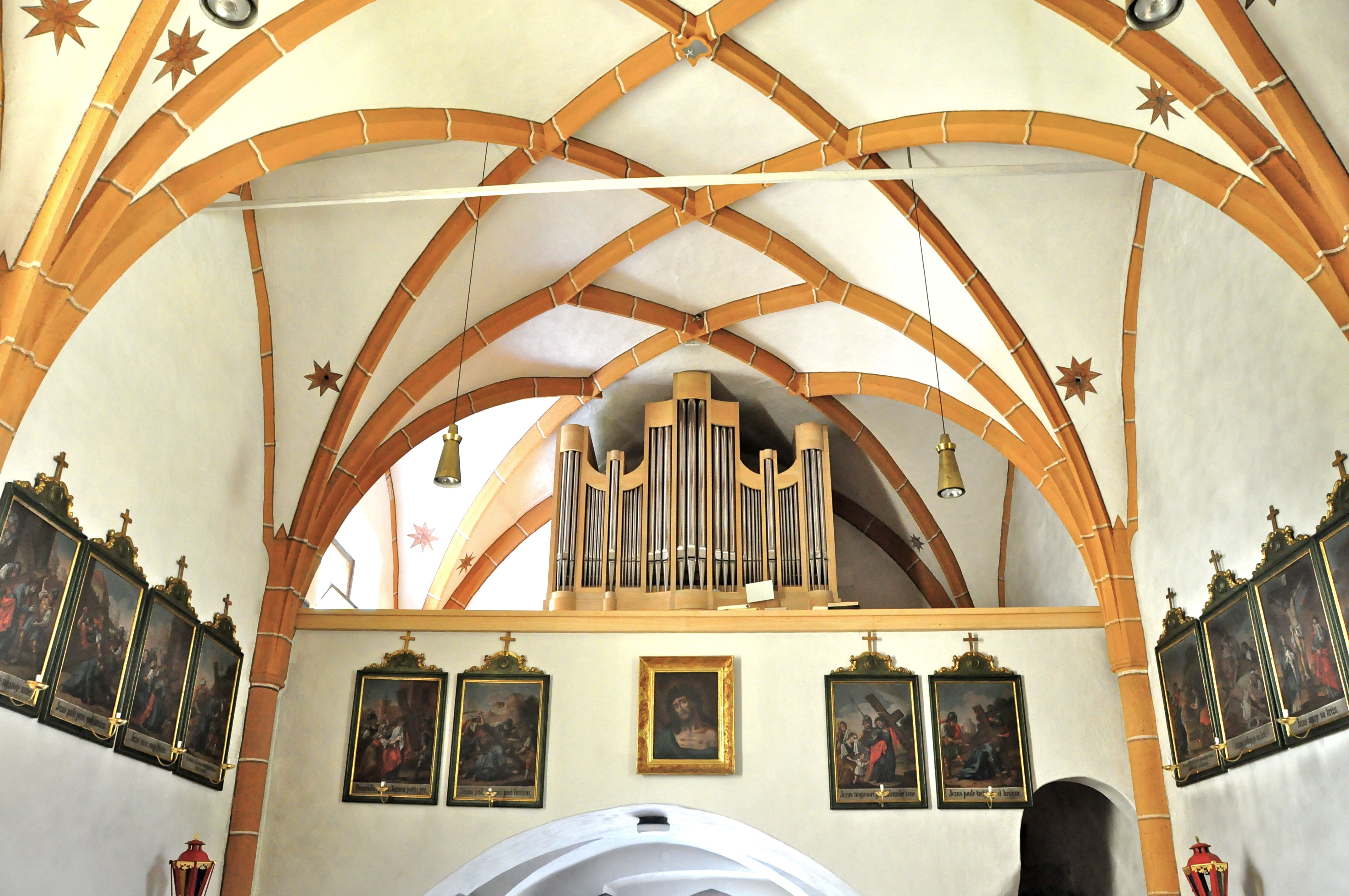
Ansicht der Empore und des slowenischen Kreuzweges

## Grabdenkmäler und Gedenksteine
Links des Portals befindet sich die erwähnenswerte slowenische Gedenktafel für die Gefallenen des Zweiten Weltkriegs.
Das Partisanendenkmal am Friedhof erinnert an die ortsansässigen, kärntnerisch-slowenischen Opfer des Nazifaschismus, die – so der österreichische staatsrechtliche Konsens – 1955 zur Wiederherstellung Österreichs in den Grenzen von 1938 beigetragen haben.
Die Denkmäler für die Priester unter dem Friedhofskreuz sind ebenfalls teilweise in slowenischer Sprache. Unter ihnen befindet sich der Grabstein für den bedeutenden Ethnologen, Direktor des slowenischen Gymnasiums und Lehrer Dr. Pavle Zablatnik.

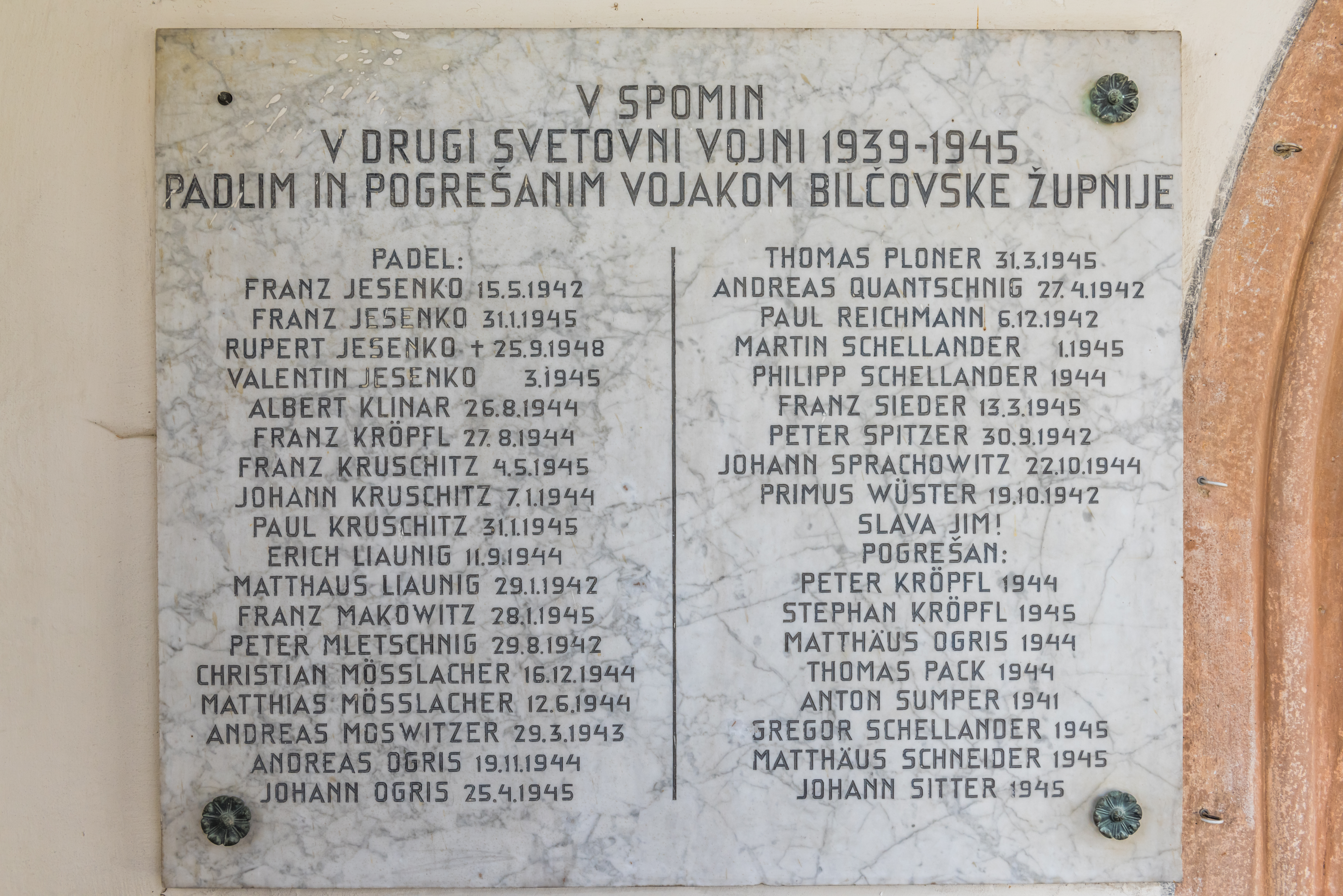
Ludmannsdorf/Bilčovs, FGedenktafel für die Gefallenen und Vermissten des Zweiten Weltkriegs in slowenischer Sprache
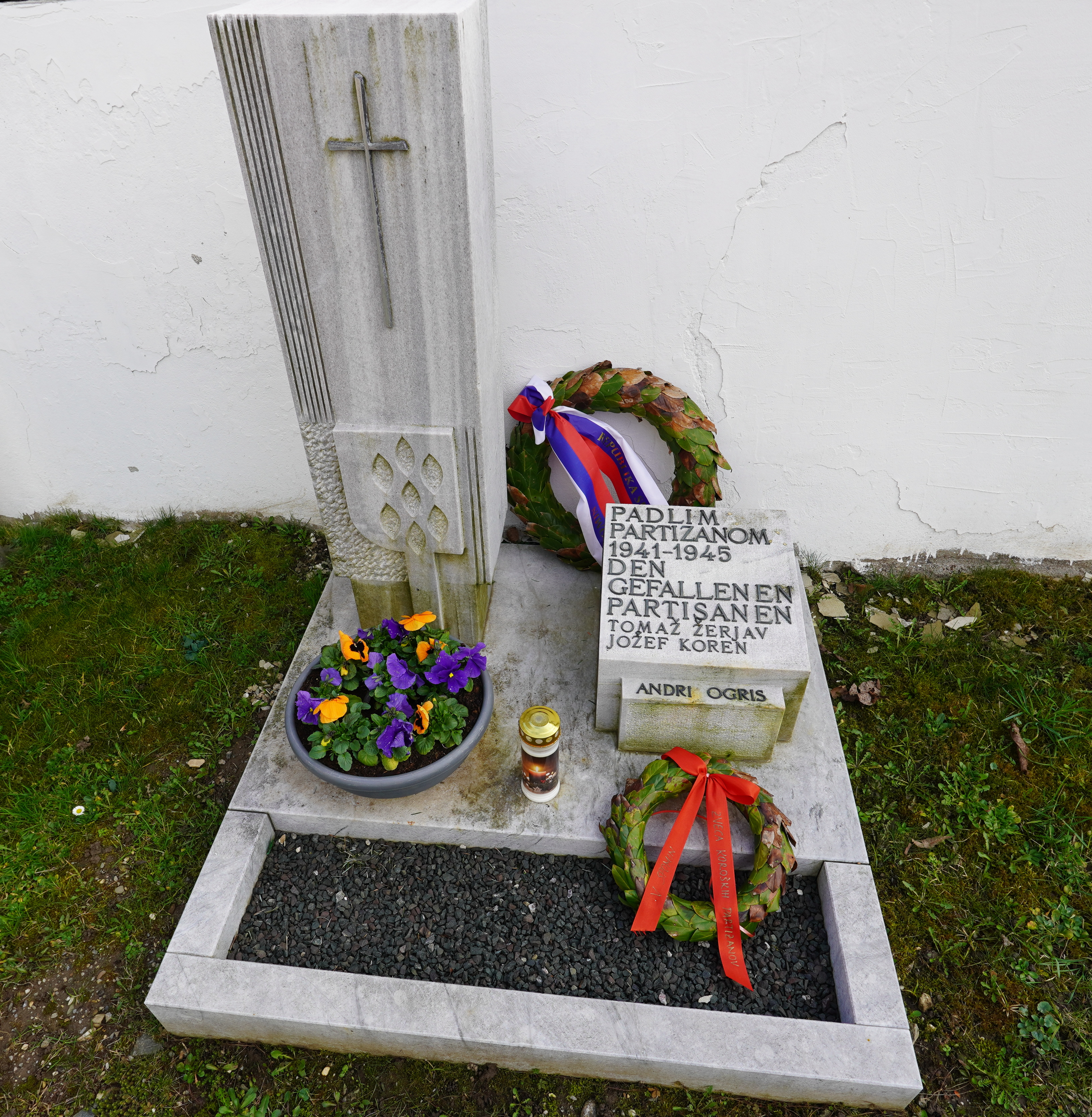
Ludmannsdorf/Bilčovs, Gedenkstätte für die gefallenen Partisanen
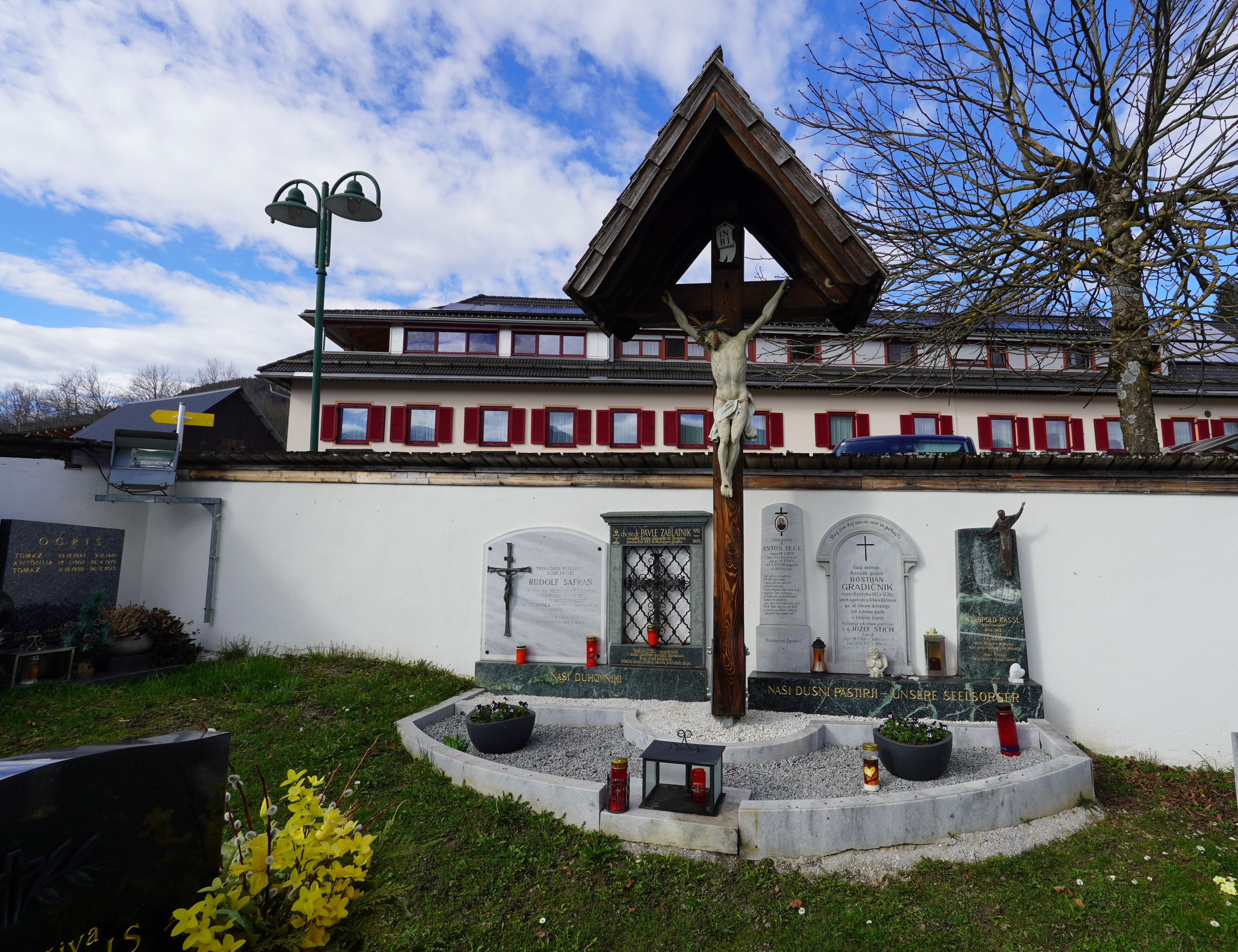
Ludmannsdorf/Bilčovs, Friedhofskreuz, Pfarrkirche hl. Jakobus der Ältere